# Birgitta K. Nilsson
Birgitta K. Nilsson, född 1937, kommendör i Frälsningsarmén. Som överste blev Nilsson chefsekreterare i Sverige 1992 och två år senare befordrades hon till kommendör och blev Territoriell ledare (TC) i Sverige. År 1996 utsågs hon till internationell sekreterare för Europa och kvarstod som sådan fram till pensionen.
Idag bor hon i Chicago.